# Emilio Aristizábal
Emilio Aristizábal Chavarriaga (Medellín, Antioquia, Colombia; 5 de agosto de 2005) es un futbolista colombiano que juega como delantero en el club Fortaleza de la Categoría Primera A de Colombia.
Es hijo del exfutbolista Víctor Hugo Aristizábal.

## Trayectoria
Emilio comenzó su trayectoria futbolística en la escuela de fútbol "Aristigol", fundada por su padre. En este entorno, se destacó por su desempeño y disfrute del juego, sin la intención inicial de convertirse en futbolista profesional. A la edad de 15 años, fue admitido en un periodo de prueba en el club Atlético Nacional, donde permaneció durante varios meses. Desde entonces, ha sido parte de las divisiones menores del club, logrando ascender al equipo profesional en el 2023, momento en el cual firmó un contrato como jugador del primer equipo.

### Atlético Nacional
En el año 2023, Atlético Nacional oficializó la firma de su primer contrato profesional, lo que permitió a Emilio integrarse al plantel del equipo profesional y comenzar su carrera. Desde entonces, ha sido parte del equipo profesional.

## Estadísticas

### Clubes
| Atlético Nacional · Colombia                                                       | 1.a           | 2023          | 500 | 0 | 0 | 0 | 0 | 0 | 0 | 0 | 0 | 2 | 0 | 0 | '0 |
|                                                                                    |               |               |     |   |   |   |   |   |   |   |   |   |   |   |    |
| Total carrera                                                                      | Total carrera | Total carrera | 2   | 0 | 0 | 0 | 0 | 0 | 0 | 0 | 0 | 2 | 0 | 0 | 0  |
| (1) Incluye datos de la Liga Dimayor, Copa Colombia y de la Superliga de Colombia. |               |               |     |   |   |   |   |   |   |   |   |   |   |   |    |

## Palmarés

### Títulos nacionales
| Título              | Club              | País     | Año  |
| ------------------- | ----------------- | -------- | ---- |
| Copa Colombia       | Atlético Nacional | Colombia | 2023 |
| Copa Colombia       | Atlético Nacional | Colombia | 2024 |
| Torneo Finalización | Atlético Nacional | Colombia | 2024 |